# Renoupré
Renoupré is een plaats in Andrimont, een deelgemeente van Dison in de Belgische provincie Luik.
Renoupré is, in tegenstelling tot de hoger gelegen kern van Andrimont, gelegen aan de Vesder en vormde vanouds een industrieel centrum langs deze rivier.
In 1837 werd door fabrikant Iwan Simonis een hangbrug -toen een nieuwigheid- over de Vesder gebouwd die Renoupré verbond met de wijk Haute-Crotte van Verviers. In 1880 werd deze door een brug uit metaalprofiel vervangen.
Renoupré kende grote textielfabrieken (S.A. La Vesdre; Usines Peltzer) en een van de overblijfselen daarvan wordt gevormd door een lange reeks wasbekkens langs de Vesder, welke in gebruik waren om wol en textiel te wassen. De eerste werden in 1860 aangelegd.

## Bezienswaardigheden
- Onze-Lieve-Vrouw-Onbevlekt-Ontvangenkerk

## Natuur en landschap
Onmiddellijk ten oosten van Renoupré liggen de Grottes de la Chantoire en daarboven de ruïnes van de Sint-Annakapel